# 東広島市立美術館

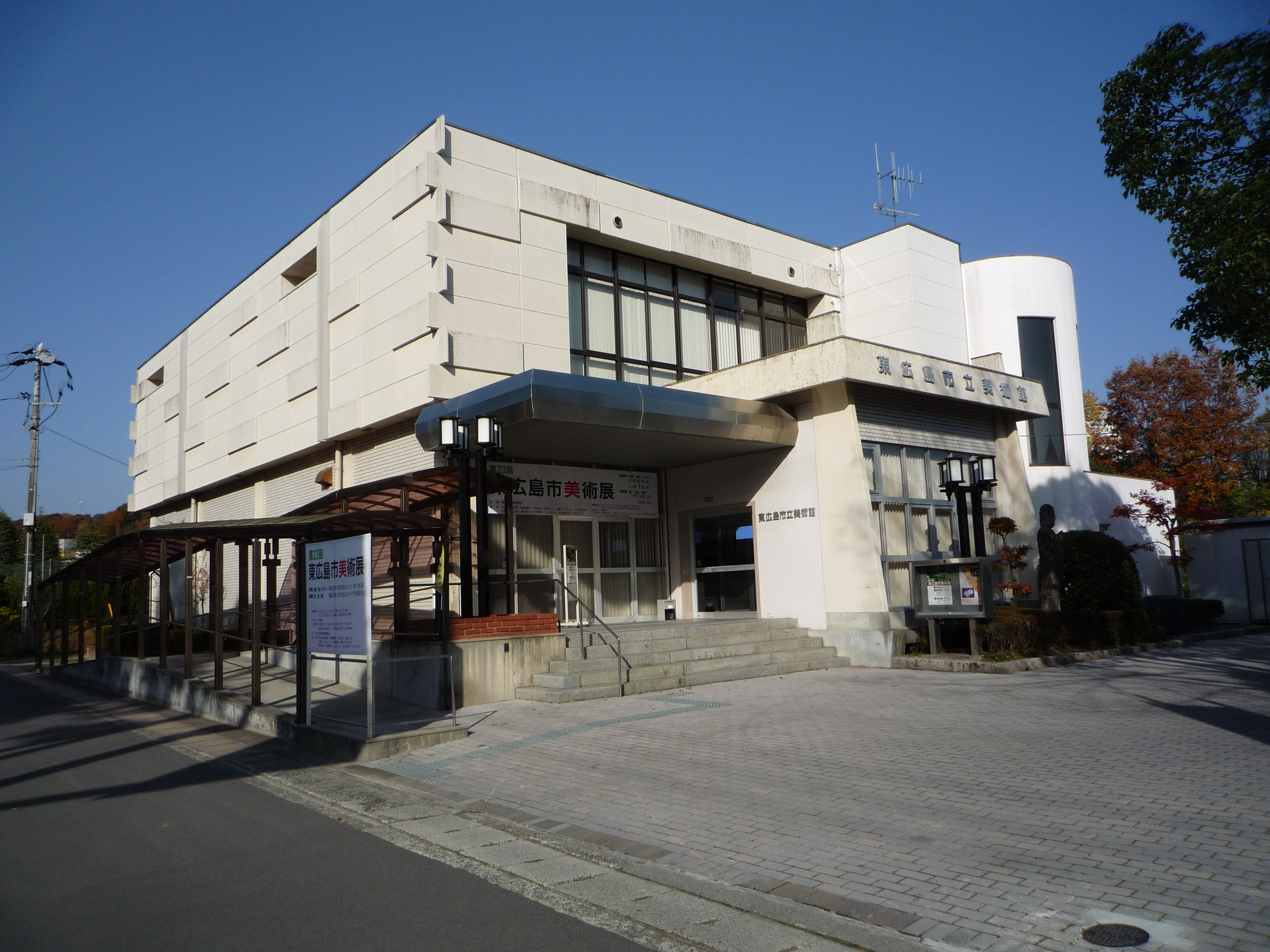
2020年まで使われた旧施設

東広島市立美術館（ひがしひろしましりつびじゅつかん,Higashihiroshima City Museum of Art）は、広島県東広島市にある市立の美術館である。

## 概要
1979年（昭和54年）、旧黒瀬町出身の大久保博から建物の寄贈を受けて八本松南に開館。広島県内では、広島県立美術館、ひろしま美術館に次いで3番目に古く、市立美術館としては最古である。開館当初は1階建であったが、後に大久保博の夫人である大久保フジコからの寄附をもとに2階の増築を行った。
2020年（令和2年）11月、旧館の老朽化に伴い、西条駅前の西条栄町に新築移転。旧館と比較して展示面積が2.5倍に拡大された。
コレクションの半数以上は、国内の近現代版画で、その他に、中国地方の現代陶芸作家や地域ゆかりの作家の作品を所蔵している。
年2～3回の所蔵作品展示のほか、企画展示として夏には「現代絵本作家原画展」冬には「現代の造形 Life&Art」を開催している。

## 主な収蔵品
版画
- 長谷川潔　「アレクサンドル三世橋とフランスの飛行船」
- 永瀬義郎　「抱擁」
- 駒井哲郎　「束の間の幻影」
- 浜口陽三　「アスパラガス」
- 浜田知明　「初年兵哀歌(歩哨)」
- 萩原英雄　「石の花(赤)」
- 瑛九　　　 「旅人」
- 橋口五葉　「化粧の女」

棟方志功、池田満寿夫、吉原英雄、草間彌生、清宮質文、小野忠重、川上澄生、恩地孝四郎、織田一磨、吉田博、川瀬巴水、吹田文明、荒川修作、李禹煥、小林敬生、前川千帆、平塚運一、川西英等
洋画
- 山口長男　「漂」
- 織田廣喜　「銀座」

岡崎紀、柿手春三、小早川篤四郎、中田旱、難波平人、新田稲実、坊一雄等
陶芸
伊勢崎淳、森陶岳、三輪休雪、金重晃介、今井政之、木村芳郎等

## 交通アクセス
- JR 西条駅より南へ400m